# ФК Честър Сити
ФК Честър Сити (на английски: Chester City Football Club) е английски футболен отбор, от град Честър, съществувал до 2010 година. Отборът е играл домакинските си срещи на Дева Стейдиъм. За последно се е подвизавал във Втора Лига, 4-тото ниво в английския футбол.

## История в дивизии
Честър Сити играят в третия ешелон в Англия в следните периоди: от 1931 до 1958, от 1975 до 1982, от 1986 до 1993, и през сезона 1994-95.
В четвъртия ешелон те се състезават между: 1958 и 1975, 1982 и 1986, сезон 1993-94 и от 1995 до 2000.
След 4 години в Конференцията, през сезон 2003-04 Честър Сити става шампион и печели промоция за Втора лига.

## Успехи
- Второ място в Трета дивизия: 1935-36, 1993-94
- Второ място в Четвърта дивизия: 1985-86
- Шампион на Конференцията: 2003-04
- Полуфиналисти за Купата на лигата: 1974-75
- Носител на Купата на Уелс: 1907-08, 1932-33, 1946-47
- Финалист за Купата на Уелс: 1908-09, 1909-10, 1934-35, 1935-36, 1952-53, 1953-54, 1954-55, 1957-58, 1965-66, 1969-70

## История
Футболен клуб Честър е основан през 1885, след като Честър Роувърс и Олд Кингс Сколърс се обединяват. Първоначално клуба играе домакинските си срещи на Фолкнър Стрийт. Отборът играе само приятелски срещи през първите пет години от своето съществуване, докато не се присъединява към Къмбинейшън Лийг през 1890. Първият по-значим трофей е завоюван през 1895, който тимът от Честър печели Старшата купа на Чешир. През 1898 клубът се премества на Олд Шоуграунд, но само 12 месеца по-късно е принуден временно да се разпусне.

## Стадион
Стадионът на Честър Сити, Дева Стейдиъм, има капацитет от 6000 места.